# Corporación de Ingeniería Ferroviaria de China
Corporación de Ingeniería Ferroviaria de China (CREC, del nombre en inglés China Railway Engineering Corporation; en chino simplificado, 中铁工 o 中国铁路工程总公司) es una empresa de gran escala de propiedad estatal en la República Popular China.
La Corporación tiene un amplio espectro de empresas que cubren la Agrimensura, el diseño, construcción e instalación, manufactura, I+D, consultoría técnica, gestión de capital, así como las actividades económicas y comerciales. Su sede se encuentra en Pekín.
CREC está bajo la supervisión del Consejo de Estado de la República Popular China.

## Ámbito
CEIC es la tercera empresa de construcción civil en el mundo, y el más grande ferroviario, constructor carretero y contratista de construcción de túneles de Asia y China. Tiene una posición de liderazgo en el mercado de la construcción de China, y participa en muchos proyectos de infraestructura a gran escala en el extranjero (especialmente en los países del sudeste de Asia y África). La revista Fortune en los Estados Unidos informó que CREC clasificó número 342 de 500 en las empresas más grandes del Mundo en 2007.

## Oferta pública de venta
En noviembre de 2007, CREC anunció que listaría acciones tipo H y acciones tipo A en Shanghái y Hong Kong, respectivamente.
El precio de salida de acciones tipo A en la bolsa tuvo una cuota de entre 4 y 4,8 yuanes chinos, mientras que la cuota de acciones tipo H varió desde 5,03 hasta 5,78 dólar de Hong Kong.